# Пильчер, Перси Синклер
Пе́рси Си́нклер Пи́льчер (англ. Percy Sinclair Pilcher; 16 января 1866 — 2 октября, 1899) — британский изобретатель и пионер авиации, один из самых известных экспериментаторов страны в области полёта на аппаратах тяжелее воздуха без двигателей конца XIX века. Он планировал совершить полёт с двигателем на балансирном планёре, однако погиб в катастрофе планёра до того, как он мог его осуществить.

## Ранние годы
Пильчер родился в городе Бат в 1866 году, его мать была шотландкой. С 1880 года служил в Королевском Военно-Морском Флоте в течение семи лет. Затем он стал учеником на судостроительной верфи Рэндольф, Олдер и Компания в Глазго.

## Карьера

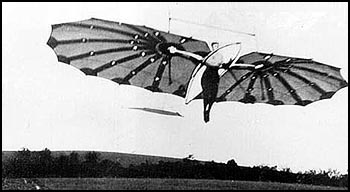
Перси Пильчер на своём балансирном планёре Ястреб в 1897 году. Изображение предположительно сделано Дороти Пильчер, кузиной Перси.

В 1891 году Пильчер начал работать ассистентом в Университете Глазго, где стал проявлять интерес к авиации. Он построил ручной планёр, который назвал Летучая мышь, на котором совершил первый полёт в 1895 году; Летучая мышь имела двойной каркас в форме буквы «А». Позднее в этом же году Пильчер встретился с Отто Лилиенталем, который был крупнейшим специалистом в области планеризма в Германии. В результате обмена опытом Пильчер построил ещё два планёра — Жук и Чайку. На основе работы своего учителя, Отто Лилиенталя, в 1897 году Пильчер построил ещё один планёр, который получил название Ястреб, и на котором установил мировой рекорд, пролетев 250 метров в Стэнфорд Холл недалеко от Луттерворта в Лестершире, Англия.
Пильчер планировал совершить полёт с двигателем: он разработал триплан, который должен был бы оснащаться двигателем мощностью 4 л.с. (3 кВт); однако создание триплана привело к тому, что Пильчер оказался в долгах, и он надеялся на помощь спонсоров для завершения работы.

## Смерть

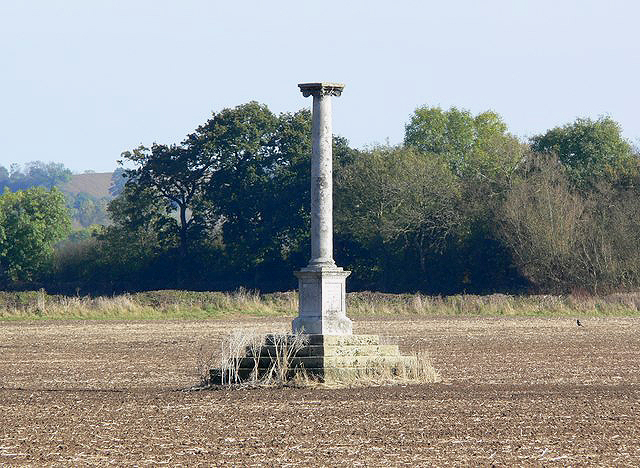
Памятник вблизи Стэнфорд Холл на месте крушения планёра Пильчера

30 сентября 1899 года Пильчер намеревался совершить показательный полёт на триплане для группы зрителей и потенциальных спонсоров на поле рядом со Стэнфорд Холл. Однако днём ранее двигатель сломался, и чтобы не разочаровывать гостей он принял решение лететь на Ястребе. Погода была ненастной, однако в 16:00 Пильчер решил, что погода достаточно хороша для полёта. Во время полёта порыв ветра свалил аппарат Пильчера с высоты 10 метров на землю: он умер двумя днями позже от травм, а его триплан так никогда не совершил публичных полётов.
Перси Пильчер похоронен на Бромптоновском кладбище в Лондоне.

## Наследие
В Стэнфорд Холл на месте крушения планёра установлен памятник Перси Пильчеру, полноразмерная реплика планёра «Ястреб» находится в Стэнфорд Холл.

## Возобновление интереса к опытам Пильчера
Идеи Пильчера были забыты на многие годы, его имя было забыто всеми, за исключением небольшого числа энтузиастов. К столетию полёта братьев Райт возник интерес к забытой работе Пильчера, и в одной из частных коллекций в США была обнаружена переписка Пильчера. Из неё стало возможным узнать о планах изобретателя и описание конструкции его аппаратов. Основываясь на работах Лилиенталя, Пильчер понял, как можно подняться в воздух на аппарате с крыльями, несмотря на то, что в то время ещё не было математической модели полёта, а аэродинамика была в зачаточном состоянии. В частности, Пильчер пытался сделать крыло, которое могло бы выдержать вес двигателя, собственно корпус аппарата и пилота — при этом чем больше площадь крыла, там большую подъёмную силу оно могло создать, но тем больше оно весило само — порочный круг, выход из которого Пильчер хотел найти. Крупным достижением Пильчера стало, благодаря переписке с другим пионером авиации, Октавом Шанютом, использование меньших, лёгких крыльев, расположенных одно над другим; такие конструкции мы знаем ка биплан и триплан. Такая конструкция позволяет получить большую подъёмную силу без существенного увеличения веса аппарата.
В 2003 году было проведено исследование в Школе Аэронавтики в Университете Кранфилда, на основании которого BBC2 сняло телевизионный фильм в серии «Horizon». Исследование показало, что аппарат Пильчера был в большей или меньшей степени осуществивмым, и если бы тот смог бы установить на него двигатель, то возможно, что он смог бы совершить первый полёт на самолёте с некоторой степенью управления полётом до братьев Райт. В Кранфилде была построена точная копия самолёта Пильчера и была добавлена возможность использования перекоса крыла для управления самолётом. Первоначальный проект Пильчера не подразумевал использования систем управления вроде элеронов или руля высоты. После короткого испытательного полёта аппарат смог совершить полёт в течение 1 минуты 25 секунд, что больше, чем 59 секунд лучшего полёта братьев Райт в первой серии полётов в Китти Хок. Этот полёт был совершён при отсутствии ветра (с целью обеспечения безопасности эксперимента), в то время как братья Райт в своих первых полётах использовали сильный встречный ветер.